# Owharoa Falls
Die Owharoa Falls sind ein mehrstufiger Wasserfall auf der Nordinsel Neuseelands. Er liegt nahe dem New Zealand State Highway 2 (SH 2) im Gebiet der Ortschaft Waikino im Lauf des Taieri Stream in der Region Waikato wenige Kilometer östlich der Karangahake Gorge. Sein Ablauf mündet in den Ohinemuri River, der seinerseits bei Paeroa in den Waihou River übergeht. Seine Fallhöhe beträgt insgesamt 6 Meter.
Vom SH 2 zweigt in Waikino die Waitawheta Road nach Süden ab. Kurz hinter der Brücke über den Ohinemuri River befinden sich direkt an der Straße einige Parkmöglichkeiten, von denen ein Wanderweg in rund fünf Minuten zur Basis des Wasserfalls führt.